# Vodom aktivirana baterija
Vodom aktivirane baterije vrsta su pričuvnih baterija. Medij koji ju aktivira je slatka ili morska voda. Vrsta je nalivne baterije, baterija aktiviranih tekućinom. Gotovo svaka mokra baterija može se sastaviti tako da joj se elektrolit dolijeva tek pred uporabu. Na mjestu elektrolita nalazi se nekakva smjesa, a baterija je radi sprječavanja prijevremenog aktiviranja hermetično zatvorena. U posebne svrhe izrađuju se baterije koje se aktivira uronjavanjem u vodu (slatku ili slanu). Drugi posebni način izrade je da se odgovarajućim mehanizmom voda (ili druga tekućina) iz posebnog spremnika spakiranog uz bateriju prebaci u bateriju. Mehanizam je nerijetko daljinski upravljan. Ovakve baterije česte su u vojne svrhe.